# Wacken
Wacken is een gemeente in de Duitse deelstaat Sleeswijk-Holstein, en maakt deel uit van de Kreis Steinburg.
Wacken telt 1.981 inwoners.
Wacken is bekend van het Wacken Open Air-festival, een van de grotere metalfestivals in Europa, dat jaarlijks plaatsvindt rond eind juli en begin augustus.
Met een bezoekersaantal van 75.000 in 2016 beweert de organisatie het grootste metalfestival ter wereld te zijn.